# Nagoya Oceans
Cet article traite de l'équipe de futsal de Nagoya. Pour l'équipe de football, voir Nagoya Grampus Eight.
Maillots
Nagoya Oceans (名古屋オーシャンズ) est un club japonais de futsal évoluant en F.League. Le club est basé dans la ville de Nagoya, préfecture de Aichi. Le club évolue dans la Teva Ocean Arena.

## Histoire
Fondé en 2006, le club évolue en F. League, première division japonaise de futsal. Il a remporté depuis la saison 2007-2008 toutes les éditions depuis la création du championnat, et parvient en 2011 à remporter le Championnat des clubs de futsal de l'AFC.
Les couleurs du club sont le rouge et le noir, et le symbole du club est le lion.
Lors de la saison 2012-2013, le club réaliste sa meilleure saison avec un triplé national et continental inédit.
Le 30 août 2014, le club remporte son second titre continental de futsal et devient le premier club à la remporté deux fois.

## Performances de l'équipe
| Saison  | Championnat | Points | Matchs | Victoires | Nuls | Défaites | Buts pour | Buts contre | Différence | Classement | Playoffs     |
| ------- | ----------- | ------ | ------ | --------- | ---- | -------- | --------- | ----------- | ---------- | ---------- | ------------ |
| 2007-08 | F. League   | 53     | 21     | 17        | 2    | 2        | 98        | 33          | +65        | Champion   | Ne pas tenir |
| 2008-09 | F. League   | 53     | 21     | 17        | 2    | 2        | 98        | 42          | +56        | Champion   | Ne pas tenir |
| 2009-10 | F. League   | 69     | 27     | 22        | 3    | 2        | 108       | 58          | +50        | Champion   | Ne pas tenir |
| 2010-11 | F. League   | 65     | 27     | 21        | 2    | 4        | 142       | 56          | +86        | Champion   | Ne pas tenir |
| 2011-12 | F. League   | 61     | 27     | 20        | 1    | 6        | 109       | 59          | +50        | Champion   | Ne pas tenir |
| 2012-13 | F. League   | 75     | 27     | 24        | 3    | 0        | 142       | 53          | +89        | 1st        | Champion     |
| 2013-14 | F. League   | 89     | 36     | 28        | 9    | 3        | 178       | 90          | +88        | 1st        | Champion     |
| 2014-15 | F. League   | 48     | 22     | 15        | 3    | 4        | 94        | 54          | +37        | 1st        | Champion     |
| 2015-16 | F. League   |        |        |           |      |          |           |             |            | 1st        | Champion     |
| 2016-17 | F. League   |        |        |           |      |          |           |             |            | 2nd        | 3rd          |
| 2017-18 | F. League   |        |        |           |      |          |           |             |            | 1st        | Champion     |
| 2018-19 | F. League   |        |        |           |      |          |           |             |            | 1st        | Champion     |

## Palmarès
- Championnat des clubs de futsal de l'AFC : 4
  - Vainqueur : 2011, 2014, 2016, 2019
  - Troisième : 2010, 2012, 2013

- F. League : 11
  - Vainqueur : 2007-08, 2008-09, 2009-10, 2010-11, 2011-12, 2012-13, 2013-14, 2014-15, 2015-16, 2017-18, 2018-19

- Puma Cup : 6
  - Vainqueur : 2007, 2013, 2014, 2015, 2018, 2019

- Ocean Arena Cup : 8
  - Vainqueur : 2010, 2011, 2012, 2013, 2014, 2017, 2018, 2019

## Joueurs

### Joueurs emblématiques
- Ricardinho
- Ricardo Higa